# Discolaimium pseudoporum
Discolaimium pseudoporum är en rundmaskart. Discolaimium pseudoporum ingår i släktet Discolaimium och familjen Dorylaimidae. Inga underarter finns listade i Catalogue of Life.